# 바르데요우
바르데요우(슬로바키아어: Bardejov, 독일어: Bartfeld 바르트펠트[*], 헝가리어: Bártfa 바르트퍼[*], 폴란드어: Bardiów 바르디우프[*])는 슬로바키아 북동부 프레쇼우 주에 위치한 도시로, 면적은 72.78km2, 높이는 283m, 인구는 33,020명(2010년 기준), 인구 밀도는 454명/km2이다. 1241년 문헌에 처음 등장한 이래 온천 도시로 널리 알려졌으며 중세 시대 유적이 많이 남아 있다. 2000년 유네스코 세계유산에 지정되었다.

## 역사
1241년 문헌에 처음 등장했으며 1376년 왕립 자유 도시로 지정되었다. 14세기 폴란드와의 교역의 중심지로 성장했다. 16세기 말 전쟁과 질병 등으로 인해 쇠퇴했다.